# Tư Mại
Tư Mại is een xã in huyện Yên Dũng, een district in de Vietnamese provincie Bắc Giang.
Tư Mại ligt op de noordelijke oever (linker oever) in een meander van de Cầu.